# Universos paralelos en la ficción

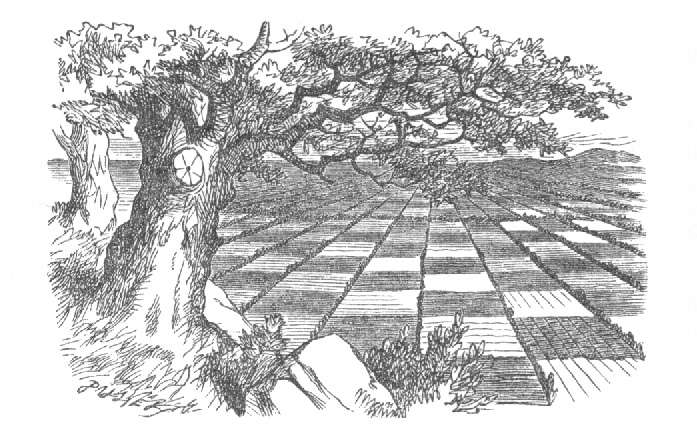
A través del espejo muestra un universo paralelo al que viaja Alicia.

La temática de los universos paralelos y de otras dimensiones es muy frecuente en la ficción. Si bien es la ciencia ficción la que más se ha destacado, también se utiliza en el género del terror (Lovecraft, Lumley, por ejemplo), en la fantasía (C.S. Lewis, por ejemplo) e incluso en el drama histórico (Turtledove, Nabokov, entre otros). 
En algunos casos un universo paralelo es similar al nuestro pero con eventos históricos diferentes, aunque en otros (frecuentemente en historias de horror) otro universo o dimensión son lugares sombríos e infernales repletos de formas de vida monstruosas (ejemplos: Doom, Event Horizon, etc.).

## Literatura

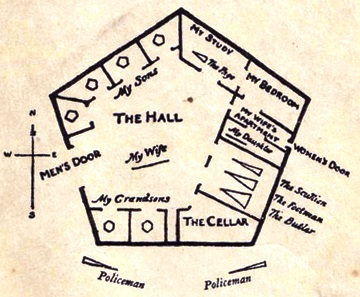
Planilandia de Edwin A. Abbott, uno de los primeros trabajos sobre el tema.

El libro Planilandia de la era victoriana es uno de los primeros en tocar el tema del viaje entre dimensiones, describiendo un mundo bidimensional habitado por figuras geométricas. Uno de los precursores del tema es el escritor de terror y ciencia ficción estadounidense H.P. Lovecraft con sus Mitos de Cthulhu que narran cómo entidades perversas y poderosas intentan penetrar a nuestra dimensión como Cthulhu, Azathoth y Yog-Sothoth, así como viajes a otros mundos y dimensiones por parte de personajes en astral como Randolph Carter. 
Tema recurrente en la ciencia ficción dura. En la novela Los propios dioses de Isaac Asimov, la trama transcurre entre nuestro universo y uno paralelo, el cual es descrito y en donde se desarrolla una historia en el segundo bloque del libro. También es notable la descripción que hace de un modelo hexadimensional del universo Robert A. Heinlein en su libro El número de la bestia, publicado en 1980, en el cual postula que el número 666 no es otra cosa que 6^6^6 o lo que es lo mismo, el número posible de universos resultantes de combinar las 6 dimensiones que postula, en conjuntos de 3.
En la novela cómica Informe sobre la Tierra: fundamentalmente inofensiva (perteneciente a la saga de Guía del Autoestopista Galáctico) los protagonistas son transportados a un universo paralelo mediante el aparato Mark II, diseñado para destruir todos los planetas Tierra del multiverso. Y en la serie de libros Sefirot's Game los protagonistas deben viajar por el espejo dimensional del castillo a diferentes dimensiones del planeta Gaia, del videojuego Final Fantasy VII para realizar diferentes misiones y torneos. Más adelante, Sefirot the Best, su guía en la competición, les pone al tanto sobre la existencia de diferentes dimensiones paralelas en cada mundo, explicando que surge una dimensión diferente hecho que pudo o no pudo haber pasado.
El tema de universos paralelos es tocado en las series literarias de fantasía Las Crónicas de Narnia y la trilogía La materia oscura, junto a sus adaptaciones cinematográficas. El libro de Cederik A. Myrddin, titulado Los Héroes de Migdaelum, relata sobre un grupo de jóvenes que son transportados a un reino remoto en otra dimensión, llamado Migdaelum para liberar al reino de un tirano opresor y demás amenazas mágicas y oscuras. Contando así una gran aventura.
Mientras en la literatura de terror ejemplos contemporáneos incluyen la saga del Necroscopio del británico Brian Lumley, a partir del tercer libro; Necroscopio III: el origen del mal, narra como los vampiros y los gitanos son originarios de otro universo paralelo, un mundo muy diferente al nuestro el cual se conectó a este por medio de dos entradas o "agujeros grises" una ubicada desde hace miles de años en Rumania y otra ubicada en Rusia tras un accidente nuclear. Los universos múltiples son una de las premisas de la saga de libros de La Torre Oscura de Stephen King, según ella todos los universos están conectados a través de la Torre Oscura, si esta cae el multiverso colapsaría y el "vacío entre los universos paralelos" está habitado por criaturas malignas 
La novela corta Coraline del británico Neil Gaiman la trama trata de una niña que viaja a través de mundos paralelos en los que son su vida normal y aburrida y el "otro mundo" donde todo es divertido. El libro de Dean Koontz, titulado en inglés From the Corner of His Eyes, habla sobre personas que transportan objetos a otros mundos y sienten como es la vida de ellos en los otros universos. 

### Literatura latinoamericana
La literatura latinoamericana ha retomado el tema también: en el libro Alicia y los Universos Alternativos de Juan de Urraza, se desarrolla la teoría de los universos alternativos a través de relatos interconectados mostrando paralelismos o alternativas al propio, donde una diosa tiene el poder de circular entre ellos a través de "anclas". En el cuento "El jardín de los senderos que se bifurcan" del escritor argentino Jorge Luis Borges, la cosmovisión de Ts'ui Pên refiere a la existencia de tantos mundos paralelos como decisiones un hombre puede tomar en determinado momento. Julio Cortázar toca el tema de los universos paralelos en su relato La noche boca arriba. El costarricense Daniel González toca el tema en su cuento "Sofía".
Pero sin duda el cuento que más juega con el cruce entre diferentes universos es "La Trama Celeste", del escritor Adolfo Bioy Casares. En esta historia, un aviador llamado Ireneo Morris descubre que haciendo unos "pases" en el cielo con su avioneta puede lograr aterrizar en diferentes "Argentinas". Los cambios entre estas realidades que visita van desde el modelo de la avioneta y las relaciones entre los personajes, hasta la geografía misma, como por ejemplo un mundo en donde Cartago no desapareció, y sí en cambio lo hizo el país de Gales.

### Ucronía
Relacionado al tema de los universos paralelos se encuentra un subgénero de la ciencia ficción; la Ucronía o historia alternativa narra literariamente eventos históricos acontecidos de manera diferente y con ramificaciones y consecuencias históricas muy distintas (como sucedería en universos paralelos). Si bien no siempre se menciona el cruce entre dimensiones, se da por entendido. Pionero en este género es el escritor Harry Turtledove. Otros escritores que han destacado en la Ucronía son Phillip K. Dick y Vladimir Nabokov.

## Cine y televisión

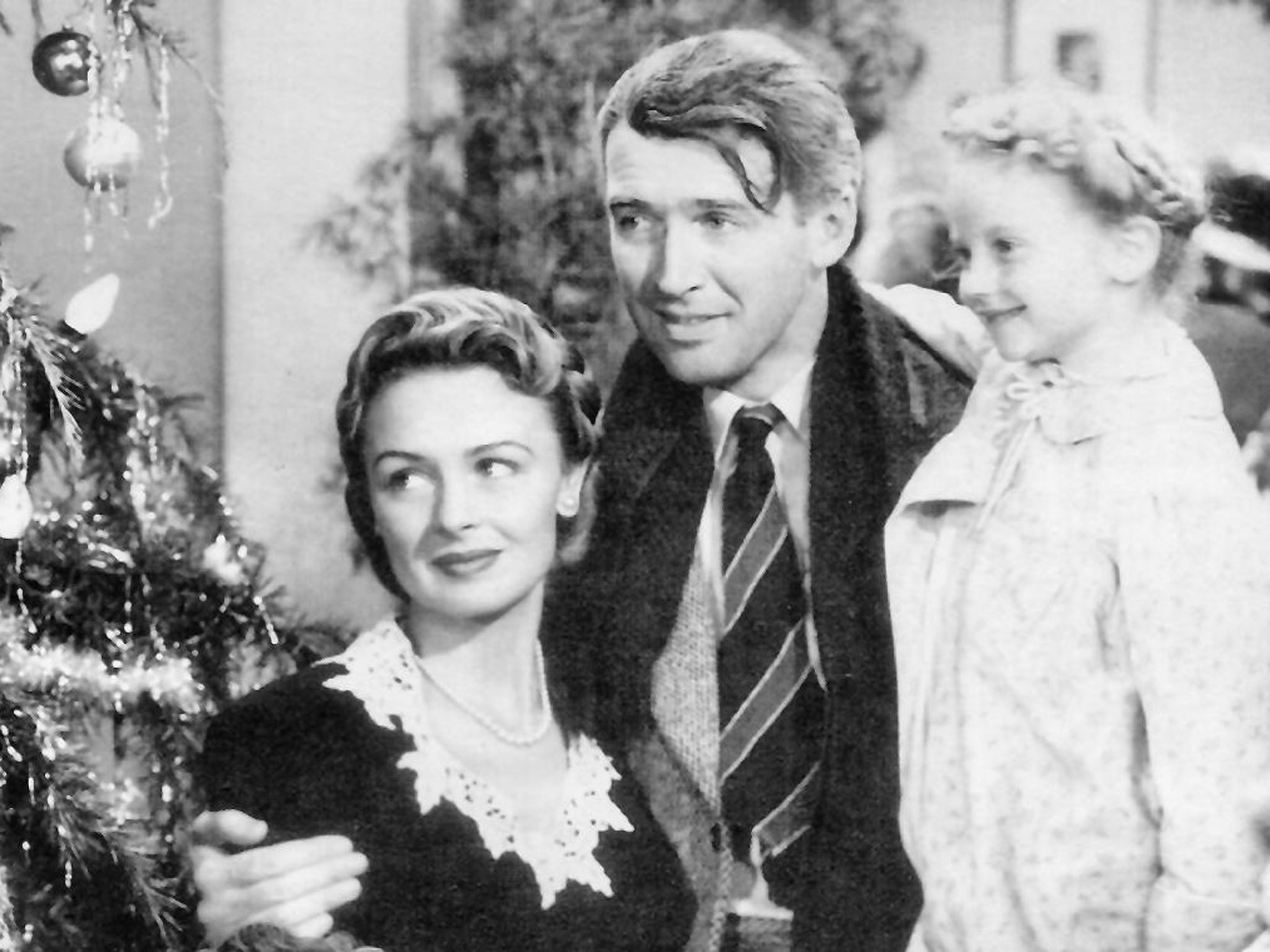
Donna Reed, James Stewart y Karolyn Grimes en Qué bello es vivir.

Algunos filmes que han tocado el tema de los universos paralelos son; El único protagonizada por Jet Li, Tránsito del director Mark Foster (2005), Triangle, Mr. Nobody, Dos vidas en un instante (Sliding doors, 1998), protagonizada por Gwyneth Paltrow, La habitación del niño, Código fuente, donde el protagonista forma parte de un programa militar que sin quererlo, consigue que los que se someten a un determinado proceso de conexiones entre su cerebro y una máquina pasen a formar parte de una realidad paralela completamente independiente. 
Cabe destacar también el clásico del cine americano Qué bello es vivir de 1946, película en la cual una parte fundamental de la trama transcurre cuando Clarence (el ángel de la guarda del protagonista: George Bailey, interpretado por James Stewart) le concede el deseo que desesperado pronuncia éste y le hace ver cómo habría sido la realidad de su pueblo, sus familiares y amigos si él, George, nunca hubiera nacido. Se le presenta a él y al espectador una realidad tan desoladora  -con su hermano muerto, hogares que nunca se construyeron, el tío Billy en un manicomio, su esposa siendo una bibliotecaria solterona, y por supuesto ninguno de sus cuatro hijos existiendo- que ruega al Cielo poder recuperar su vida por muchos problemas que fuera a tener. Finalmente esto ocurre y vuelve todo a como era en un principio dándose cuenta George de lo estupenda que ha sido, es y será (gracias a todos a los que alguna vez ayudó) su vida. Queda a elección del espectador el creer si de verdad Clarence le mostró una realidad paralela que seguiría existiendo sin él, o solo una visión/sueño para hacerle entrar en razón.
La ciencia ficción ha utilizado el tema en diversas ocasiones para películas con mensajes crítico o existenciales. Ejemplo es la película Maximum Shame el fin del mundo es inminente. Huyendo de él, los protagonistas se refugian en un universo paralelo, una auténtica pesadilla de opresión y dolor donde las leyes de la lógica están completamente distorsionadas.
La comedia Los Cazafantasmas narra como un antiguo dios hitita llamado Gozer intenta penetrar a nuestra dimensión.
En el cine de terror ejemplos notables son los filmes de la saga de películas Hellraiser, basadas en una novela homónima de Clive Barker, que se enfoca en un cubo puzle ancestral que conduce a quienes lo resuelven a otro universo al que llaman "infierno", habitado por seres malignos y sádicos. En la película From Beyond, basada en un cuento de H.P. Lovecraft un científico crea una máquina llamada "Resonador" que estimula la glándula pineal, permitiendo ver las formas de vida monstruosas de otras dimensiones. Event Horizon es una película donde un científico en el futuro diseña una nave espacial con un núcleo que funciona mediante agujeros negros para pasar rápidamente a través de largas distancias, pero ocurre un error y la nave los lleva al Infierno (o un universo paralelo caracterizado por el horror y el caos). Cube 2: Hypercube en donde los personajes se mueven a través de un cubo de cuatro dimensiones espaciales que les permite visualizar e interaccionar en distintas realidades. 
La serie de televisión Sliders fue la primera serie televisiva donde el tema central trataba sobre universos paralelos. En ella los protagonistas viajan de dimensión en dimensión en cada capítulo visitando mundos con eventos históricos distintos. En la saga de ciencia ficción Star Trek, si bien no es un tema central, si es un tema recurrente el viaje a universos paralelos, siendo el más común el "Universo Espejo" o "Mirror Universe" aparecido por primera vez en el episodio "Espejo, espejito" de la serie original, donde aparentemente todo aquel que es benévolo en este universo es alguien malvado en el otro y viceversa. Esta temática luego sería retomada por varias series con sus propias versiones de universo "Mirror", incluyendo Perdidos en el Espacio, Súper amigos, Los Verdaderos Cazafantasmas y Charmed.
En algunas películas se muestran realidades alternativas surgidas a raíz de viajes en el tiempo al pasado donde se toman decisiones distintas, ejemplos de ello son Back to the Future, El efecto mariposa y Shrek Forever After, no obstante podría debatirse si estas películas tratan formalmente de universos paralelos, ya que nunca se establece que tales realidades siguen existiendo de manera independiente a los protagonistas.

### Series

#### Ciencia ficción
En la serie Star Trek original se introdujo la idea del universo espejo donde los personajes protagonistas son malvados (episodio "Espejo, espejito"). Esta temática es retomada en Star Trek: espacio profundo nueve y Enterprise, mientras que en Star Trek: La nueva generación, en el episodio "Paralelos" el teniente Worf viaja a una gran cantidad de diferentes universos donde, por ejemplo, él se encuentra casado con la consejera Deanna Troi, Tasha Yar no murió o los Borg conquistaron la galaxia. En Star Trek: Voyager se descubre una especie malévola de otra dimensión denominada por los Borg "Especie 8472".
La serie Perdidos en el espacio tiene un episodio muy similar a "Espejo, espejito" de Star Trek, donde el profesor John Robinson y el mayor Don West viajan a un universo paralelo donde sus dobles son malvados presidiarios, uno de los cuales se intercambia con Robinson para robar su identidad.
El viaje a universos paralelos es la temática central de la serie de televisión Sliders donde los personajes viajan a universos donde hubo resultados históricos distintos y decisiones diferentes en sus vidas personales.
La serie Hercules: The Legendary Journeys muestra un universo paralelo donde Hércules viaja a un mundo donde él y Xena son malvados, mientras que Ares es el dios del amor.
En Stargate SG-1, el Dr. Daniel Jackson viaja a un universo paralelo donde Jack O'Neill y Samantha Carter están casados, Teal'c sigue siendo brazo derecho de Apophis y los Goa'uld destruyen la Tierra. En Stargate Atlantis el equipo liderado por John Sheppard viaja a distintos universos paralelos en uno de los cuales se encuentran a sí mismos ya muertos. Los viajes son causados por una máquina creada por el Rodney McKay de un universo paralelo.
En la serie de ciencia ficción policíaca Fringe se toca ampliamente el tema de una posible guerra interdimensional entre los habitantes de dos universos paralelos. Abren una puerta a un universo paralelo en el episodio 15 de la segunda temporada. La tercera temporada se desarrolla de forma alterna en los universos real y paralelo. En El Colegio del Agujero Negro en el episodio "Hemisferios", Corrine, accidentalmente entra en un espejo, transportándola a otro universo, el cual descubre el alter ego de todos sus amigos, como el ejemplo de que ellos utilizan más el hemisferio derecho de sus cerebros, como la música, el teatro y el canto; en lugar del hemisferio izquierdo, donde concentran sus habituales habilidades por la matemática y la ciencia. En este universo todo se encuentra del lado contrario, al igual que las letras. 
En un episodio de la serie The Middleman, Wendy Watson cae en un universo paralelo donde Tyler Ford fue elegido como aprendiz por el Middleman y fue asesinado por la versión de ella misma de ese universo (que aparentemente trabaja o dirige Fatboy, una empresa que gobierna el mundo); el Middleman de ese universo tuvo una crisis existencial luego de eso y acabó convertido en un patán egoísta similar a Snake Plissken, tanto en el aspecto físico como en lo moral.
En la serie Doctor Who, el Doctor, Rose y Miki viajaban a bordo de la TARDIS cuando, de repente, entraron en un universo paralelo. Este universo era una versión de nuestro universo pero adelantado tecnológicamente. Tras arreglar algunos problemas más, el Doctor "detona" el vacío para que las grietas que unían los dos universos se cierren a sí misas por el simple efecto de succión que ejerció el vacío. En otro capítulo encuentran en el Instituto Torchwood una nave de vacío que sería capaz de viajar a través del vacío e ir a universos paralelos. En el mismo episodio los Cybermen cruzan de su mundo paralelo al nuestro a través de una grieta en el muro de la realidad. 
La serie tokusatsu Kamen Rider Decade ocurre a través de universos paralelos a las historias "reales" de los nueve Heisei Kamen Riders: Kuuga, Agito, Ryuki, Faiz, Blade, Hibiki, Kabuto, Den-o y Kiva, así como en el caso de los Showa Kamen Riders: Black, Black RX (los cuales originalmente eran uno mismo, siendo RX continuación de Black) y Amazon.
La franquicia Super Sentai Series se ve tocada por este Rider, ya que Decade visita al universo de Samurai Sentai Shinkenger (que sería adaptado como Power Rangers: Samurai) y desencadena los eventos de "Kamen Rider X Super Sentai: Super Hero Taisen".
En el anime JoJo's Bizarre Adventure, los personajes pasan a otro universo después de Enrico Pucci borrará el anterior.
Es también un tema medular en la trama de la serie de ciencia ficción Stranger Things de Netflix.

#### Fantasía
En la serie Buffy la cazavampiros se toca el tema del viaje entre dimensiones y universos paralelos, incluso en uno de ellos Willow Rosenberg es vampiresa.
En la película para televisión Babylon 5: Thirdspace descubren un pasaje a otro universo donde habita una especie maligna que desea penetrar a nuestra dimensión para destruir toda vida en ella, denominados Alienígenas del Tercer Espacio.
La serie Smallville, hay frecuentes viajes a la Zona Fantasma, una dimensión alterna donde se encuentran aprisionados varios criminales de Kriptón, incluyendo a Zod. Los dos universos son comparados en el episodio 10 de la décima temporada.
En Charmed, en el final de la sexta temporada, Leo, Chris, Phoebe y Paige abren un portal a un universo paralelo exactamente igual, con la gran diferencia que la moral está invertida. En este mundo predomina el mal y los demonios son buenos (ej: Barbas, el demonio del miedo, ahora es el demonio de la Esperanza). Gideon explica a las hermanas que es una especie de equilibrio cósmico, para que ambos mundos se encuentren balanceados entre el bien y el mal, debe existir un mundo de espejo en un universo paralelo contrario al nuestro (Ej: el bien es repugnante para la humanidad) como el yin y yang. 
En la serie Sobrenatural, los hermanos Winchester aparecen en situaciones de viajes en el tiempo, y de viajes a universos paralelos, como cuando el personaje Trickster los envía a un universo paralelo donde tienen que actuar en programas televisivos, haciendo una parodia de series exitosas como Anatomía de Grey y CSI Miami. También presentan otro universo paralelo cuando el ángel Balthazar los envía a una dimensión donde la vida de los hermanos es una serie de TV llamada "Sobrenatural", donde también se explica que nunca han existido los monstruos, ángeles y demás criaturas que cazan regularmente los hermanos. También recurren a otro universo paralelo cuando Balthazar decide regresar en el tiempo y evitar que se hunda el Titanic, causando un efecto mariposa alterando las muertes de Ellen Y Jo, la vida de Celine Dion, y un incremento en el número de almas en el mundo.
En la serie Once Upon a Time, hay varios mundos que se basan en los cuentos de hadas o relatos literarios, como el Mundo de Oz, Nunca Jamás, La tierra de Frankenstein, El país de las maravillas, el bosque encantado y Nuestro mundo el único que carece de magia, por eso la Reina malvada de Blancanieves envía a los personajes de cuentos del bosque encantado a nuestro mundo a partir de una maldición por venganza hacia Blancanieves y el príncipe. Aún se desconocen la existencia de más mundos, seguramente haya más. La única forma de viajar entre estos mundos mágicos es por la chistera del sombrerero loco, salvo a nuestro mundo que carece de magia, solamente se ha podido viajar a través la maldición, aunque muchos fanes de las series dicen que puede ser que las zapatillas de rubí que Dorothy uso para ir de Oz a nuestro mundo también te pueden llevar a otros mundo pero se desconocen su paradero.

#### Otros
En la serie de televisión The O.C. de Fox, en la temporada 4 episodio 7, Ryan Atwood & Tylor Townsend al estar preparando la naviuka caen de las escaleras donde se encontraban, fueron a dar en el hospital en coma, entrando en un universo paralelo donde ellos no existen, de donde no pueden salir sin cumplir algo en ese lugar dando como resultado que Taylor se enfrentara a Verónica sobre su actitud. Mientras tanto, una carta de Marissa se envía a la casa de Cohen que Ryan debe leer. Y teniendo que reunir a todos con sus parejas verdaderas.
En la serie ecuatoriana Lo que está pa' ti, Don Day se despierta en un mundo paralelo, donde vive con escasos recursos, con su esposa Coraima y comenzaría a adaptarse a esa realidad alterna, pero con sus recuerdos de fama de su universo original.

### Anime
El mayor ejemplo en la animación es el anime Tsubasa Reservoir Chronicle de CLAMP, donde sus personajes tienen que embarcarse en viajes interdimensionales en los que se encuentran con los alter ego de personas que han conocido en sus mundos natales.
Otro anime de CLAMP que toca indirectamente el tema de los universos paralelos es XxxHolic, que nos trae la historia de Watanuki Kimihiro que es sirviente de la Bruja Dimensional (o Bruja de las dimensiones) que cumple deseos, entre los que se encuentran los de otras dimensiones en las cuales las personas (o clientes) hacen un viaje interdimensional hacia la dimensión donde se encuentra la Bruja o ella va hacia la dimensión donde estos se encuentran. Así conocen a los personajes de Tsubasa Reservoir Chronicle, anime directamente relacionado con XxxHolic.
Uno de los personajes de Saint Seiya, Saga de Géminis, puede usar una de sus técnicas especiales para enviar a sus enemigos a otra dimensión, nombrada apropiadamente como "Another Dimension" (アナザー・ディメンション?).
En Dragon Ball, el personaje de Trunks viaja al pasado y crea un futuro paralelo (Saga Androides). Existe además un lugar llamado "habitación del tiempo" este lugar se encuentra en otra dimensión. Majin Boo tiene la habilidad de abrir paredes dimensionales, esto lo demostró en el momento que Piccolo destruye la puerta de la "habitación del tiempo", Majin Boo al verse sin sus dulces favoritos grita y rompe una pared dimensional. Gotenks en Super Saiyajin 3 tiene esta misma habilidad. Recientemente, en Dragon Ball Super se muestra el universo paralelo en el cual ha pasado mucho tiempo y ahora Trunks del futuro pelea contra Black Goku, una versión malvada de Goku.
En el anime y manga Digimon Adventure, el Mundo Digimon es un universo paralelo que aparece en esta serie, que se trata de un mundo creado en la red de ordenadores del planeta Tierra, donde habitan seres vivos virtuales llamados Digimons.
En Fullmetal Alchemist se toca el tema de los Universos Paralelos.
Noein trata sobre dos espacio-tiempo en guerra 15 años en el futuro de los protagonistas. Hace uso de interpretaciones actuales de la mecánica cuántica, particularmente la Teoría de los universos múltiples de Hugh Everett.
En Higurashi no Naku Koro ni Rei, uno de los personajes, Rika Furude, es transportada hacia un mundo alternativo donde todos los sucesos negativos de la trama nunca sucedieron, y, por lo tanto, era bello y perfecto. Finalmente ella debe decidir en cuál de los mundos quedarse.
En la serie de animación Suzumiya Haruhi no Yūutsu, la protagonista cuyo nombre es Haruhi Suzumiya; es capaz de crear universos paralelos denominados en aquella serie como 'aislamientos', que eran muy similares al mundo real. De acuerdo a su estabilidad emocional, es capaz de crear, modificar e inclusive destruir universos paralelos o 'aislamientos' a su antojo. Itsuki Koizumi, vicepresidente de la Brigada S.O.S, es capaz de ingresar en este mundo paralelo y evitar que los estragos que causan los Avatares creados por Haruhi acaben con el mundo real.
En Bokurano, los luchadores viajan con su robot Zearth a pelear a otras ¨Tierras¨ alternativas, aparte de la de ellos, en otros universos paralelos, deben destruir a sus rivales de lo contrario el universo de los protagonistas será erradicado, pues la Tierra de los perdedores es destruida junto con todo ese universo.
En la novela visual, anime y manga CLANNAD, aun siendo el drama su principal género, el pilar de su trama y su desenlace están basados en universos paralelos. Como fundamento para la existencia de esos mundos también se toca el tema de la Teoría de Cuerdas, a través de uno de sus personajes, Kotomi Ichinose, cuyos padres eran investigadores de la teoría. Durante la serie se pueden reconocer algunos conceptos de esta teoría, como el gravitón evanescente.
En la novela visual, anime y manga School Days, se aplica este concepto a partir de las decisiones de su protagonista Makoto Itou, llevando a que elija a una de las protagonistas como pareja y eventualmente, llevando al final a diferentes finales, siendo buenos o malos (donde algunos de los protagonistas muere).
En el anime Pokémon (principalmente en la película Pokémon: Giratina and the Sky Warrior) se toma el tema de los universos paralelos, ya que el Pokémon Giratina habita en un universo paralelo llamado "Mundo Inverso" o "Mundo Distorsionado".
En el anime Umineko no naku koro ni, la bruja Beatrice juega con el protagonista, Battler, poniendo los asesinatos de distintas formas paralelas, aunque siempre con el mismo final.
En la novela, anime y manga Asura Cryin' el mundo original (primer mundo) fue destruido por la colisión de un agujero negro. Unas máquinas llamadas asura machina sirven a atravesar la cuarta dimensión espacial y llegar a otro mundo. Estas fueron creadas para evitar la destrucción del primer mundo.
En el anime Steins;Gate, los personajes inventan un artefacto que es capaz de enviar mensajes al pasado (D-MAILS), así alterando el presente sin tomar en cuenta el efecto mariposa y creando un mundo paralelo, siendo Okabe el único capaz de mantener sus recuerdos después del cambio. Incluso logran cambiar el sexo de una persona y eliminan la cultura moe en el lugar de Akihabara.
En Naruto: Shippūden, el personaje de Tobi es capaz de atrapar gracias a su Sharingan a Sasuke y a su compañera Karin en una dimensión que él dice creó él mismo.
En el manga de "JoJo's Bizarre Adventure" el personaje "Vanilla Ice" posee el Stand Cream, que alberga una dimensión oscura dentro de su boca y puede llevar a objetos y personas dentro de ella, desintegrándolas al instante. En la Parte 4 "Diamond is Unbreakable" "Okuyasu Nijimura" con su Stand The Hand puede borrar el espacio existente y lo que hay en él con la palma de su mano, cuando esté espacio u objeto es borrado van a un lugar o dimensión alterna que nadie ni el propio Okuyasu tienen el conocimiento de dónde es. En la Parte 6 "Stone Ocean" el Padre "Enrico Pucci" con su Stand Made in Heaven puede acelerar infinitamente el tiempo mediante la gravedad del universo y finalmente llega al fin de los tiempos, donde se creará un punto de fuga y se reiniciará este universo reestableciéndose en uno alternativo en dónde todas las personas asesinadas por el poseen una versión alternativa con diferentes características tanto físicas como personales pero siguen siendo similares, las personas que no fueron asesinadas ni por él ni por nadie viven de forma normal. Finalmente en la Parte 7 "Steel Ball Run" el "Presidente de los Estados Unidos de América" Funny Valentine permite que diferentes dimensiones, universos o realidades coexistan en el mismo lugar y tiempo, teniendo la capacidad de viajar a través de ellos interponiéndose entre 2 objetos gracias a su Stand Dirty Deeds Done Dirt Cheap, también puede llevar objetos u otras personas a estas dimensiones interponiéndolas entre 2 objetos. Si ha sido herido o si el mismo quiere, puede cambiar su "D4C" a su cuerpo de su versión alternativa quien seguirá teniendo la misma conciencia que él, dándole una especie de pseudoinmortalidad.

### Animación
El tema se tocó en la serie Súper amigos (de forma similar al episodio "Espejo, espejito" de la serie Star Trek) donde Superman viaja a un universo donde los Súper Amigos son malvados. Similares viajes a universos paralelos se dan en la serie animada Liga de la Justicia. 
La serie de animación Los Verdaderos Cazafantasmas tiene su propio episodio de estilo "Espejo, espejito" titulado "Flipside", durante el cual los protagonistas viajan a un universo paralelo donde los fantasmas son los habitantes normales del mundo y los humanos son temidos y cazados por los Cazahumanos (contrapartes espectrales de los cazafantasmas Egon Spengler, Ray Stantz y Peter Venkman), adicionalmente en muchos episodios se toca el tema de viajes a otras dimensiones y de seres y dioses interdimensionales.
En un episodio de Pato Darkwing, también se hace referencia al famoso episodio "Espejito, espejito" de la serie Star Trek, durante el cual se descubre un universo paralelo donde todos los personajes tienen personalidades invertidas. Se descubre además que es de aquí de donde proviene el villano Negapato, que es físicamente idéntico a Darkwing.
En la serie Los Simpson, en el especial de Halloween temporada VI (episodio 134), se muestra a Homer Simpson escabuyéndose de sus cuñadas detrás del armario, el cual lo transporta primero a un universo medio, para después terminar en el mundo real.
En la serie Spider-Man de 1994, en los dos últimos episodios (64 y 65) Madame Web solicita ayuda a distintos Spider-Man de universos paralelos (el Spider-Man original de la misma serie, un Spider-Man multimillonario, un Spider-Man que combate también usando los tentáculos de Doctor Octopus, un Spider-Man con seis brazos, Scarlet Spider y un Spider-Man del mundo real, que en realidad es solo un actor con un disfraz de Spider-Man) para detener a otro Spider-Man convertido en el demencial Spider-Carnage, que en su desquicio quiere destruir todos los universos que existen. Al finalizar la serie, el Spider-Man original viaja al mundo real para conocer a Stan Lee, unos de sus creadores principales y agradecerle por haberlo hecho.
En Spider-Man Unlimited, la historia tiene lugar en la "Contra Tierra", un planeta tierra paralelo creado en los cómics por el Alto Evolucionador al otro lado del sol. El hijo de J. Jonah Jameson, John Jameson Jr, viaja en una nave espacial, pero los híbridos simbionte Venom y Carnage llegan hasta la nave, donde lo secuestran y Spider-Man es culpado por el incidente. Luego es acosado por la prensa y finge su propia muerte. Tras este hecho decide viajar en otra nave a la Contra-Tierra con un traje nuevo, que Reed Richards (integrante de Los 4 Fantásticos) aparentemente creó para él, basado en la nanotecnología. Cuando logra llegar, se encuentra a una sociedad donde unos híbridos animales y humanos (Bestials) dominan sobre los seres humanos que son discriminados por ser diferentes. En la Contra-Tierra, Spider-Man descubre que John Jameson Jr. se ha unido a un movimiento de resistencia en contra del Alto Evolucionador y en su intento de rescatarlo queda varado en este planeta.
En la serie Futurama, uno de los personajes, el doctor Hubert Farnsworth fabrica la "caja paradójica de Farnsworth", que parece ser una representación del universo y con ella viajarán a un mundo paralelo. El episodio es también una parodia del episodio "Espejo, espejito" de la serie Star Trek, pues los habitantes de ambos universos creen, erróneamente, que sus dobles son malvados. En dicho universo alternativo, Fry y Leela son pareja.
En el primer episodio de la octava temporada de Padre de Familia, Stewie construye un aparato para viajar a otros universos paralelos.
En el programa Buzz Lightyear of Star Command, el episodio "Lightyear Factory" muestra que el Malvado Emperador Zurg abre un portal en donde entra a un Universo Paralelo, el suyo en donde gobernaba el bien y el Universo Paralelo (donde gobernaba el mal). Entonces él deduce que si hay un Buzz Lightyear bueno en su mundo, entonces habrá un Buzz Lightyear malvado en el Universo Paralelo, quien lo encuentra y se alían para invadir al Comando Estelar. Para ello, el Buzz Lightyear bueno debía de ser eliminado.
En Invasor Zim, hay varios episodios relacionados, como una habitación con un alce donde es elegido entre varios universos paralelos para enviar a Did o la noche de brujas donde se revela que dentro de la cabeza de Did existe toda una dimensión terrorífica o las variantes de la vida de Did donde Zim intenta destruirle arrojándole cerdos de goma por un portal del tiempo, causando que obtenga un exo-exqueleto robótico que casi lo destruye.
En la serie de televisión Teen Titans, Raven puede acceder a otra dimensión a través de su espejo. Además ella nació en Azarath, un reino interdimensional.
En la serie Danny Phantom existe una dimensión llamada la zona fantasma donde habitan todos los fantasmas; algunos han tratado de destruirla pero es la otra cara del mundo real, así que si la destruyen, el mundo también se destruiría.
En la serie Johnny Test, Johnny y Duke entran a un portal dimensional construidos por sus hermanas. Cuando caen al mundo, se encuentran con sus dobles de género contrario.
En Ben 10: Alien Force, Gwen usa un hechizo para viajar al pasado y detener la mutación de Kevin y cuando regresa a su tiempo se encuentra en un universo paralelo dónde Gwen de la otra realidad es asesinada por Charmcaster, Ben y Kevin son capturados y Hex gobierna el mundo.
En Ben 10: Ultimate Alien, el episodio "The forge of creation", el Professor Paradox lleva a Ben, Gwen y Kevin camino a la Forja de la Creación, en el camino se encuentran fuera de todo universo, donde ven nuestro universo y uno rojo, que el Porfessor Paradox clasifica que no es muy bueno, pensándose que es un universo paralelo, además la misma forja es otro universo, según el episodio es donde la realidad comenzó.
En Phineas y Ferb a través de la Segunda Dimensión, crean un aparato que los manda por mucha dimensiones; entre ellas una en la que el Doctor Heinz Doofenshmirtz ya ha dominado el área limítrofe.
En Batman: The Brave and the Bold, ocurre algo similar al episodio "Espejo, espejito" de la serie Star Trek: Batman viajaba a otro universo, mientras un Batman de otro universo viene al suyo, intercambiándose los papeles de justicieros y villanos.
En la serie Rick y Morty, los universos paralelos y en concreto el multiverso son el tema central.
En la serie Star vs. las fuerzas del mal, un tema secundario son los universos paralelos denominados dimensiones todos conectados por un universo base hecho de una energía llamada la magia (de aquí surge la magia para muchos lugares, artefactos y seres en la serie). Los protagonistas provienen de diferentes dimensiones que al destruir el universo base fusionan la dimensión de la Tierra con Mewni, la dimensión de donde proviene la protagonista.
En la famosa serie de Internet Super Mario Bros. Z, a la dimensión de Mario llegan Sonic, Shadow, Metal Sonic y Eggman, teletransportados por máquinas de alta tecnología.

### Cómics
Tanto Marvel Comics como DC Comics tienen enormes conjuntos de miniseries que tratan sobre los universos paralelos donde los personajes del cómic tienen vidas muy diferentes. Una de las sagas más destacadas es la Crisis Infinita publicada por DC Comics. La Zona Fantasma en el universo de Superman es uno de los ejemplos clásicos del uso de dimensiones alternas en la ficción del cómic. En Marvel Comics se encuentra la Zona Negativa, un lugar similar al universo donde existe todo lo que no existe en el universo real y viceversa. Los universos paralelos están muy presentes en la serie de cómic de Marvel "What If...?" donde en cada tomo se muestra un universo distinto donde un evento ocurrió de forma diferente que en el Universo Marvel original, y también la serie "Exiles" que cuenta como personajes de universos distintos se unen para viajar por el multiverso y arreglar brechas dimensionales que hayan ocurrido. Un enfoque similar aparece en el universo versión zombi de Marvel.
Los cómics de Conan el Bárbaro muy frecuentemente tocan el tema de demonios y dioses interdimensionales. El dibujante Miguel Brieva, colaborador de la revista satírica El Jueves, recurre frecuentemente a la idea de universos paralelos, en los que se dan aspectos paradójicos o risibles desde la perspectiva sociopolítica de nuestro mundo, como recurso humorístico.
Wildstorm ha desarrollado la idea de múltiples universos los cuales son posibles de visitar pasando la Sangría, zona entre-universos. Cada universo está catalogado como para relacionarse entre ellos o evitar su visita. El cómic Hellboy publicado por Dark Horse Comics, y su adaptación fílmica, hace frecuentes referencias a viajes interdimensionales, especialmente desde una fuerte influencia lovecraftiana. En otras dimensiones habitan dioses monstruosos. Algo similar puede decirse del cómic Hellblazer.
El cómics Ogú y Mampato, del chileno Themo Lobos, realiza en sus aventuras viajes al pasado y futuro en compañía de su amigo un hombre Nehandertal y su amiga Rena, una niña del futuro, y utiliza su "cinto espaciotemporal" para viajar a través del tiempo.
Creado por dos fanes de Dragon Ball y ahora de dimensión internacional, el cómic fanzine Dragon Ball Multiverse trata de un torneo entre combatientes de universos paralelos, donde pequeños cambios en la historia original de Dragon Ball marcaron grandes diferencias entre cada uno de los universos.